# Шёгрен, Катрин
Катрин Шёгрен (швед. Katrin Sjögren; род. 2 февраля 1966, Мариехамн) — политический и государственный деятель Аландских островов. Председатель Аландской либеральной партии. Премьер-министр с 11 декабря 2023 года и в 2015—2019 годах.

## Биография
Родилась 2 февраля 1966 года. В 2003 году стала депутатом Парламента Аландских островов, победив на парламентских выборах от Аландской либеральной партии.
С 2007 по 2011 год была министром социальных вопросов и окружающей среды в правительстве Эрикссона. В 2012 году стала председателем Аландской либеральной партии, а 18 октября 2015 года, когда партия победила на парламентских выборах, была избрана премьер-министром аландского правительства.
По результатам парламентских выборов 15 октября 2023 года, на которых победила Аландская либеральная партия, стала снова премьер-министром.